# Alvdal
Alvdal é uma comuna da Noruega, com 943 km² de área e 2 406 habitantes (censo de 2004).